# Bitwa pod Gruszkami
Bitwa pod Gruszkami – bitwa stoczona 28 czerwca 1863 roku pod Gruszkami pomiędzy oddziałem Józefa Ramotowskiego „Wawra” a wojskami rosyjskimi w czasie powstania styczniowego.
Od kwietnia do czerwca 1863 roku oddział Ramotowskiego przemieszczał się w środkowej części guberni augustowskiej. Powstańcza partia, wzmocniona dołączeniem mniejszych grup, liczyła w czerwcu 1863 roku około 600 ludzi. Gen. Emil de Sayn Wittgenstein, naczelnik wojskowy guberni, skierował do walki z oddziałem cztery kolumny wojska składające się z 11 rot oraz dodatkową kolumnę z Grodna. Zadaniem wojsk rosyjskich było odcięcie oddziałowi wszystkich dróg ucieczki. Ramotowski próbował przedostać się na północ, jednak 25 czerwca jego przednia straż została pobita pod Berżnikami. Na skutek tej porażki oddział ruszył forsownym marszem na południe.
27 czerwca oddział Ramotowskiego zatrzymał się na noc w lesie koło Gruszek. W tym samym czasie w Mikaszówce stanęły 2 kompanie piechoty rosyjskiej i 60 kozaków, podczas gdy kolejne 4 kompanie stanęły w Kodziach. Powstańcy zajęli pozycje obronne nad błotnistą rzeką. Atak rosyjski rozpoczął się 28 czerwca o drugiej w nocy uderzeniem w środek pozycji powstańczych. Rosjanie, ostrzelani silnym ogniem, zaczęli się jednak cofać w stronę wsi Gruszki, chroniąc się w jej zabudowaniach. Wojska rosyjskie straciły w bitwie około 100 osób (zabitych i rannych), zaś powstańcy od 7 zabitych i 18 rannych do 18 zabitych i 25 rannych.
Bitwa była jednym z większych sukcesów Ramotowskiego w trakcie kampanii w guberni augustowskiej. Po bitwie Ramotowski wycofał się do dawnego obozowiska w Kozim Rynku, gdzie stacjonował w kwietniu 1863, aby dać wojsku odpoczynek, a następnie przenieść się w okolice Łomży. Jednak 29 czerwca oddział Ramotowskiego został w uroczysku otoczony i stoczył przegraną bitwę na Kozim Rynku.
Nieopodal Gruszek znajduje się mogiła poległych powstańców oraz głaz z krzyżem, ustawiony w 1963 w miejscu wcześniejszego drewnianego krzyża z dwudziestolecia międzywojennego. Według lokalnych przekazów powstańcy mogli pochować też poległych w mogile położonej ok. 4 km od Gruszek w uroczysku Powstaniec lub w uroczysku Krzyżyki w gminie Sztabin, przemieszczając się spod Gruszek do Koziego Rynku.